# Krzysztof A. Zajas
Krzysztof Aleksander Zajas (ur. 3 stycznia 1962 w Oświęcimiu) – polski pisarz, tłumacz, literaturoznawca, kulturoznawca, nauczyciel akademicki, profesor nadzwyczajny Uniwersytetu Jagiellońskiego.

## Życiorys
Ukończył Liceum Ogólnokształcące im. Stanisława Konarskiego w Oświęcimiu (1981) oraz polonistykę w Instytucie Filologii Polskiej Uniwersytetu Jagiellońskiego (1986). Stopień doktora nauk humanistycznych UJ uzyskał w r. 1993, doktora habilitowanego w 2009. Od 1993 r. zatrudniony na Wydziale Polonistyki UJ.  
Jest pomysłodawcą Alei Pisarzy przy Galerii Książki w Oświęcimiu i przewodniczącym Kapituły tej nagrody. Od 2017 r. pełni funkcję przewodniczącego Małopolskiego Komitetu Olimpiady Literatury i Języka Polskiego. W latach 2002–2012 był krakowskim koordynatorem Programu Stypendialnego im. Lane’a Kirklanda, działającego przy Polsko-Amerykańskiej Komisji Fulbrighta oraz Polsko-Amerykańskiej Fundacji Wolności. Od stycznia 2021 do grudnia 2022 r. był redaktorem naczelnym kwartalnika „Czas Literatury”. 
Uprawia prozę popularną, jest autorem dwóch trylogii kryminalnych, grobiańskiej (2014-2016) i pomorskiej (2018-2023). Powieść Oszpicyn (2018) to połączenie kryminału, horroru i powieści historycznej dziejącej się w rodzinnym mieście autora. Taniec piżmowych szczurów (2024) jest już klasycznym horrorem i domyka jeden z wątków Oszpicyna. 
W badaniach naukowych skupia się przede wszystkim na twórczości Czesława Miłosza, badaniu pograniczy kulturowych oraz na studiach postkolonialnych i postzależnościowych. Odnalazł i przygotował do druku zaginiony rękopis polsko-inflanckiego historyka Gustawa Manteuffla, pt. Zarysy z dziejów krain dawnych inflanckich (Universitas, Kraków 2007). Jest również wydawcą jego Pism wybranych (t. 1: Inflanty Polskie oraz Listy znad Bałtyku, Universitas, Kraków 2009; t. 2: Portrety miast inflanckich. Pieśni gminne, IBnDKE, Białystok 2013). Jego monografia Nieobecna kultura. Przypadek Inflant Polskich (Kraków 2008) przyczyniła się do odnowienia badań nad kulturą i literaturą polsko-inflancką.
Współredaktor (wraz z J. Fazanem) serii humanistycznej wydawnictwa Peter Lang Verlag pt. Polish Studies – Transdisciplinary Perspectives (dotychczas ukazało się 37 tomów).

## Twórczość literacka
- Obrazki (tom poetycki, Kraków 1998);

Powieści:
trylogia grobiańska:
- Ludzie w nienawiści (Katowice 2014, II wyd. Łodź 2024);
- Mroczny krąg (Katowice 2015, II wyd. Łódź 2024);
- Z otchłani (Katowice 2016, II wyd. Łódź 2024);

Oszpicyn (Warszawa 2017, nominowana do Nagrody Wielkiego Kalibru);
trylogia pomorska:
- Wiatraki (Warszawa 2018, laureatka nagrody Krakowska Książka Miesiąca Maja 2019);
- Skowyt nocy (Warszawa 2020);
- Gerda (Warszawa 2023).

Taniec piżmowych szczurów (Warszawa 2024)
Tłumaczenia z języka niemieckiego:
- Rainald Goetz, Katarakta. Jeff Koons (Księgarnia Akademicka, Kraków 2002);
- René Pollesch, Trylogia z Prateru (Księgarnia Akademicka, Kraków 2005).

## Twórczość naukowa
Do najważniejszych publikacji naukowych należą:
- Miłosz i filozofia (Baran & Suszczyński, Kraków 1997);
- Nieobecna kultura. Przypadek Inflant Polskich (Universitas, Kraków 2008; tłum. Absent Culture. The Case of Polish Livonia, Peter Lang Verlag, Frankfurt/M 2013);
- Wilno literackie na styku kultur (Universitas, Kraków 2007, współred. Tadeusz Bujnicki);
- Na pograniczach literatury (Universitas, Kraków 2012, współred. Jarosław Fazan);
- Żagary. Antologia poezji (BN I 335, Ossolineum, Wrocław 2020, współred. Jarosław Fazan);
- Intymna lokalność. O prywatnych ojczyznach pisarzy (Kraków 2024).